# Kevin McBride
Kevin McBride (ur. 5 maja 1973 w Clones w hrabstwie Monaghan) – irlandzki bokser, reprezentant Irlandii na letnich igrzyskach olimpijskich 1992 w Barcelonie.
W grudniu 1992 rozpoczął karierę zawodową. W swym debiucie zremisował po 6 rundach z Garym Charltonem.
Jego największym sukcesem było pokonanie 11 czerwca 2005 Mike’a Tysona przez TKO w 7 rundzie. Po tej walce Tyson zakończył karierę.
7 października 2006 McBride przegrał w 2 rundzie przez techniczny nokaut z Mikiem Mollo w walce o pas WBA Fedelatin.
6 października 2007 w Madison Square Garden McBride przegrał przez TKO w 6 rundzie z polskim bokserem Andrzejem Gołotą. Stawką pojedynku był wakujący pas Mistrza Ameryki Północnej federacji IBF.
Po walce z Andrzejem Gołotą Kevin McBride wrócił na ring po blisko 3 latach. 10 lipca 2010 przegrał jednogłośnie na punkty, po 8 rundach, z Amerykaninem Zackiem Page'em.
W październiku 2010 Kevin McBride wziął udział w brytyjskim turnieju „Prizefighter”. W ćwierćfinale pokonał, po 3 rundach, niejednogłośnie na punkty Franklina Egobi. W półfinale Irlandczyk mimo iż posłał na deski Matta Skeltona, sędziowie po 3 rundach, ogłosili kontrowersyjną wygraną Anglika.
28 stycznia 2011 McBride przyjął propozycję walki od Tomasza Adamka przygotowującego się do wrześniowej walki z Witalijem Kliczko. Pojedynek odbył się 9 kwietnia w Newark. Po 12 rundowej walce McBride uległ jednogłośnie na punkty, stosunkiem punktowym 107:120 i dwukrotnie 108:119.
Po porażce z Tomaszem Adamkiem, Kevin McBride ogłosił zakończenie kariery bokserskiej, podczas której stoczył 45 zawodowych walk, z czego 35 wygrał (29 przed czasem), 9 przegrał i jedną zremisował.
Mimo wcześniejszej deklaracji zakończenia kariery bokserskiej, Kevin McBride przyjął ofertę pojedynku z Polskim bokserem Mariuszem Wachem. Walka odbyła się 29 lipca 2011 roku w której Kevin został ciężko znokautowany w czwartej rundzie.
W życiu prywatnym jest żonaty (żona Danielle Curan), ma córkę Grainne i syna Kevina jun.